# Marley S. McClean
Marley S. McClean oder Marley McClean (eigentlich Marley Sarah Lynn McClean; * 30. März 1987 in Calabasas, Kalifornien) ist eine US-amerikanische Schauspielerin.

## Leben
McClean studierte an der UCLA und erreichte den B.A. im Fach Schauspielkunst.
McClean hatte 1996 ihren ersten kleinen Fernsehauftritt in der Serie Der Prinz von Bel-Air. Bekannt wurde sie durch die Rolle der Mezoti in der Serie Star Trek: Raumschiff Voyager (2000). Weitere Auftritte hatte sie in den Fernsehserien Oh Baby (1999) und Die glorreichen Sieben (1999). Filme, in denen sie mitspielte, sind Pete's Garden (1998), Hauptsache Beverly Hills (1998), Women Love Women (2000) und Serenity – Flucht in neue Welten (2005).

## Filmografie
- 1996: Der Prinz von Bel-Air (The Fresh Prince of Bel-Air, Fernsehserie, eine Folge)
- 1998: Pete’s Garden (Kurzfilm)
- 1998: Hauptsache Beverly Hills (Slums of Beverly Hills)
- 1998: The Lionhearts (Fernsehserie, eine Folge, Stimme)
- 1999: Oh Baby (Fernsehserie, drei Folgen)
- 1999: Die glorreichen Sieben (The Magnificent Seven, Fernsehserie, eine Folge)
- 2000: Women Love Women (If These Walls Could Talk 2, Fernsehfilm)
- 2000: Star Trek: Raumschiff Voyager (Star Trek: Voyager, Fernsehserie, fünf Folgen)
- 2002: Fillmore! (Fernsehserie, 1 Folge)
- 2005: Serenity – Flucht in neue Welten (Serenity)